# Рено R30
Рено R30 е болид от Формула 1, проектиран и създаден от Рено за сезон 2010. Болидът е представен на пистата „Рикардо Тормо“ във Валенсия на 31 януари 2010 г. за предсезонните тестове. Рено R30 е в традиционните за Рено цветове – жълто и черно. Пилоти са Роберт Кубица и Виталий Петров.